# 2002 في تركيا
فيما يلي قوائم الأحداث التي وقعت خلال عام 2002 في تركيا.

## سياسة

### تعيين في المنصب
- 18 نوفمبر – عبد الله غل رئيس وزراء تركيا.

### انتهاء فترة المنصب
- 3 نوفمبر – إسماعيل كهرمان عضو في البرلمان التركي.
- 18 نوفمبر – بولنت أجاويد رئيس وزراء تركيا.
- 18 نوفمبر – مسعود يلماز نائب رئيس وزراء تركيا.

## كتب
من الكتب التي صدرت هذه السنة في تركيا:
- 1 يناير – ثلج من تأليف أورخان باموق.

## مواليد

### أغسطس
- 1 أغسطس – شاغلا شيمشيك

## وفيات

### فبراير
- 1 فبراير – أيكوت بركة (مواليد 1952) جيولوجي تركي.

### يوليو
- 13 يوليو – يوسف كرش (مواليد 1908) مصور كندي.

### نوفمبر
- 28 نوفمبر – مليح جودت أنضاي (مواليد 1915)